# Giuditta Galardi
Giuditta Galardi (Prato, 10 giugno 1995) è una pallanuotista italiana, centroboa del Rapallo e della Nazionale Italiana.

## Caratteristiche tecniche
È una centroboa dalla notevole prestanza fisica, che la pone in condizione di essere il perno del reparto offensivo delle squadre in cui gioca.

## Carriera

### Club
Talento precoce, si forma agonisticamente nelle file della squadra della città natale, il Prato Waterpolo; forte di un fisico già ben strutturato, esordisce in prima squadra (in Serie A2) nel 2009, a 14 anni, dimostrandosi subito molto competitiva e capace di elevate percentuali realizzative. Nel 2012-2013 contribuisce alla promozione della squadra laniera in Serie A1.
Nella stagione 2016-2017 passa al Plebiscito Padova, col quale centra l'accoppiata scudetto-Coppa Italia; l’anno successivo è ingaggiata dalla SIS Roma, con la quale si aggiudica tre coppe nazionali. Nel 2024 diventa una nuova giocatrice del Rapallo.

### Nazionale
Entrata nel giro delle nazionali femminili nel 2009, esordisce nel Setterosa nel 2014. Tra il 2022 ed il 2023 fa parte della squadra che si aggiudica il bronzo sia agli Europei di Spalato, sia ai mondiali di Fukuoka.

## Palmarès

### Club
- Campionato italiano: 1

Plebiscito Padova: 2016-17
- Coppe Italia: 4

Plebiscito Padova: 2016-17
SIS Roma: 2018-19, 2021-22, 2023-24
- FIN Cup: 1

Padova: 2016-17

### Nazionale
- Mondiali

Fukuoka 2023: 
- Europei

Spalato 2022: